# Saint-Étienne-du-Vauvray
Saint-Étienne-du-Vauvray település Franciaországban, Eure megyében. Lakosainak száma 890 fő (2022. január 1.). Saint-Étienne-du-Vauvray Val-de-Reuil, Le Vaudreuil és Saint-Pierre-du-Vauvray községekkel határos.

## Népesség
A település népessége az elmúlt években az alábbi módon változott:
| Lakosok száma | 643  | 613  | 680  | 704  | 858  | 896  | 882  | 876  | 872  | 890  |
|               | 1968 | 1982 | 1990 | 2006 | 2013 | 2015 | 2017 | 2019 | 2020 | 2022 |